# 熊沢光子
熊沢 光子（くまざわ てるこ、1911年8月9日 - 1935年3月25日）は、戦前日本の社会運動家。大泉兼蔵のハウスキーパー (日本共産党)として日本共産党スパイ査問事件に巻き込まれ、逮捕後獄中自殺した。

## 経歴
愛知県名古屋市の弁護士の家庭に生まれる。愛知県立第一高等女学校在学中に教師村瀬示路のマルクス経済学の講義をきっかけにマルクス主義に目覚める。同校を1931年に卒業し、妹の勝子や仲間とともに部屋を借りてエスペラント語を学ぶ。愛知県庁に勤務。1931年、米よこせ運動や消費組合運動をしていた山本秋により社会運動に参加。1932年に上京し住み込みの女給となりカフェーを転々とし、同年秋の赤色ギャング事件の資金局本部事務員として検挙され、4か月留置の末、転向して釈放され帰郷。
1933年2月、4歳下の妹勝子とともに再び家出して上京、カフェの女給などをしながら運動に参加。同年3月党中央委員大泉兼蔵と知り合い、翌4月大泉のハウスキーパー (日本共産党)となる。ただ、大泉から宿で関係を迫られるなど軽率な言動から一度は大泉をスパイと疑い、紹介者の党員に訴えたが、説得され了解した。また、大泉が妻子持ちであることも知っていた。手記には大泉との同棲について「彼の仕事を手伝うことが自分に課せられた役割だと思って約束し、闘争のためだと思っていた」と述べている。この年日本共産党に入党。
1933年12月24日、大泉が特高警察のスパイの疑いで東京市渋谷区幡ヶ谷の党アジトで査問されると、熊沢も呼ばれ査問される（日本共産党スパイ査問事件）。ともに査問された小畑達夫がリンチにより死亡し、党幹部として信頼を置いてきた大泉がスパイであることを自白したと知り、熊沢は絶望し運動を続ける自信を失って同日夜自殺を決意、迷惑が及ばないように大泉と心中することを党に提案・了承される。東京朝日新聞の光子の証言では、党員より自殺を勧められ、党上部の命令として1月15日までに自決せよと宣告されたと述べている。1934年1月14日、大泉と共に遺書を書くが、警察の動きを察知しこの日に予定していた自殺を中止、二人は東京市目黒区下目黒にある党中央委員候補木島隆明のアジトに送られた。
翌15日、大泉は逃亡をはかるが、乱闘の後鳥居坂警察署に連行され、熊沢は騒ぎと無関係と見られ茫然と歩いているところを目黒警察署の巡査に捕らえられた。市谷刑務所に収監され、のち獄中で自殺。
両親宛ての遺書には「一か月以上も洗ったことのない体ですが、どうかご免ください。どうか灰にしてください。ぢきも一度うまれ変わって〇〇の勝利のために戦はう」とあり、「私たちができ得る党に対する最後の奉仕として公然たる死を選んでしかばねをプロレタリヤの前にさらしませう」ともあった。査問中の監視役だった林鐘楠によると、光子の遺書は党中央の木島隆明と秋笹政之輔が命じ、文章の訂正を指示したといい、兄が保存していた遺書には家族への詫びと別れの言葉だけだったという。

## 家族
- 父・熊沢増郎‐丹羽郡西成村出身。一高、東京帝国大学仏法科を経て、名古屋、長崎、富山、魚津、武生、福井の裁判所判事を務めたのち、名古屋に戻り弁護士を開業。光子誕生時は武生区裁判所判事。[1]
- 姉・冨美 ‐ 丹羽郡布袋町町長・前田哲治の長男・前田一三（内務省役人）の妻。愛知県立第一高等女学校出身。[11]
- 兄・熊沢正夫 ‐ 植物学者
- 妹・熊沢勝子 ‐ 東京、名古屋で共産党、青年同盟、全協系合同労組などのオルグとして活躍し、1930年代末頃、朝鮮人活動家の金礼鏞の恋人となり、1945年5月、二人で漢口に脱出、北朝鮮に渡って以降消息不明[12]。
- 甥・熊澤峰夫 ‐ 正夫の子。地球科学者
- 親戚・熊沢誠 ‐ 光子の従兄の子。経済学者。[12]
- 親戚・熊沢鏡之助（介）（1862-） ‐ 数学者。東京大学予科理学科を経て1886年東京大学理学部数学科第二回卒業生(北条時敬と鏡之助のみ）となり、一高教授、陸軍砲工学校数学担当教授などを務めた。娘婿に桑木崇明。[13][14]

## 関連文献
- 平野謙『「リンチ共産党事件」の思い出』三一書房、1976年
- 福永操『あるおんな共産主義者の回想』れんが書房新社、1982年
- 山下智恵子『幻の塔 ハウスキーパー熊沢光子の場合』BOC出版部、1985年